# إعصار إريكا (2015)
العاصفة الاستوائية إريكا أو إعصار إيريكا المداري هو إعصار مداري ضرب منطقة الكاريبي في أمريكا الجنوبية، ويعد من أعنف الكوارث الطبيعية في دومينيكا منذ إعصار ديفيد عام 1979، وهو الإعصار الاستوائي الخامس ويعد خامس عاصفة من الموسم، وبدأ في 25 اغسطس / آب وتلاشى في 29 اغسطس / آب 2015.